# Retour arrière
Ne doit pas être confondu avec Touche de suppression.

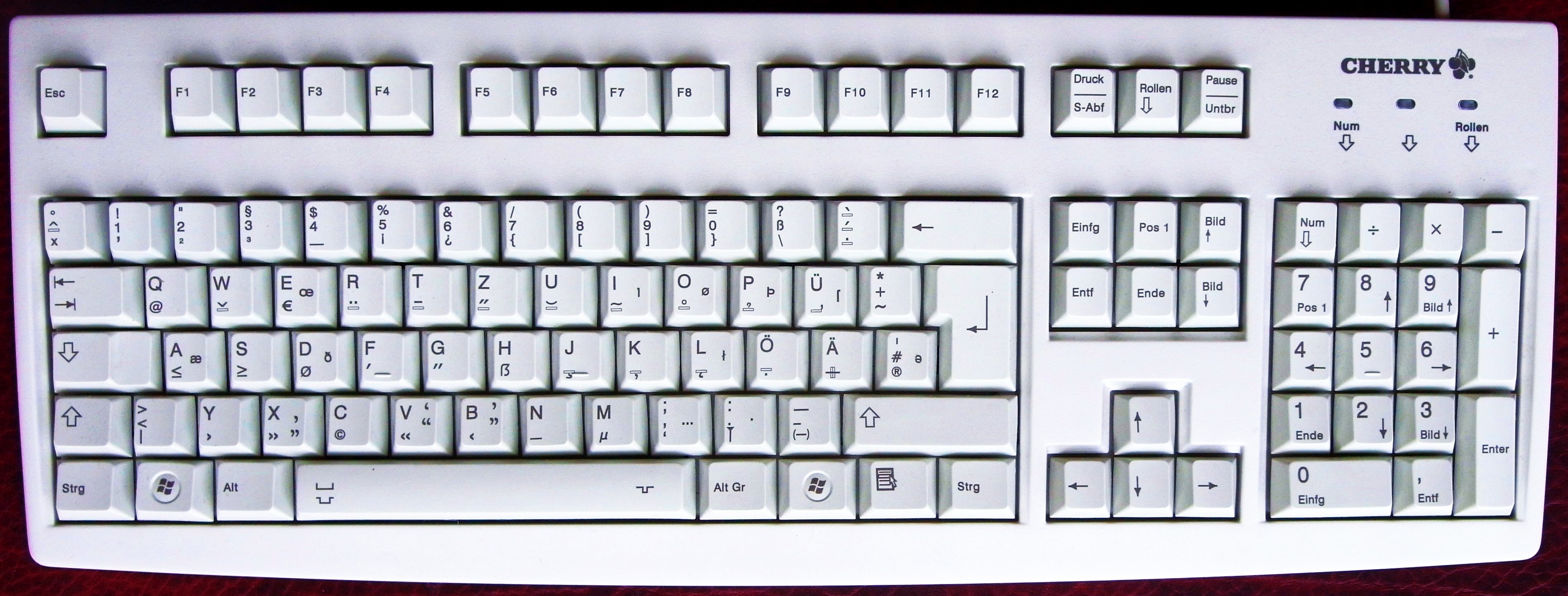
Image recadrée d'un clavier QWERTZ allemand

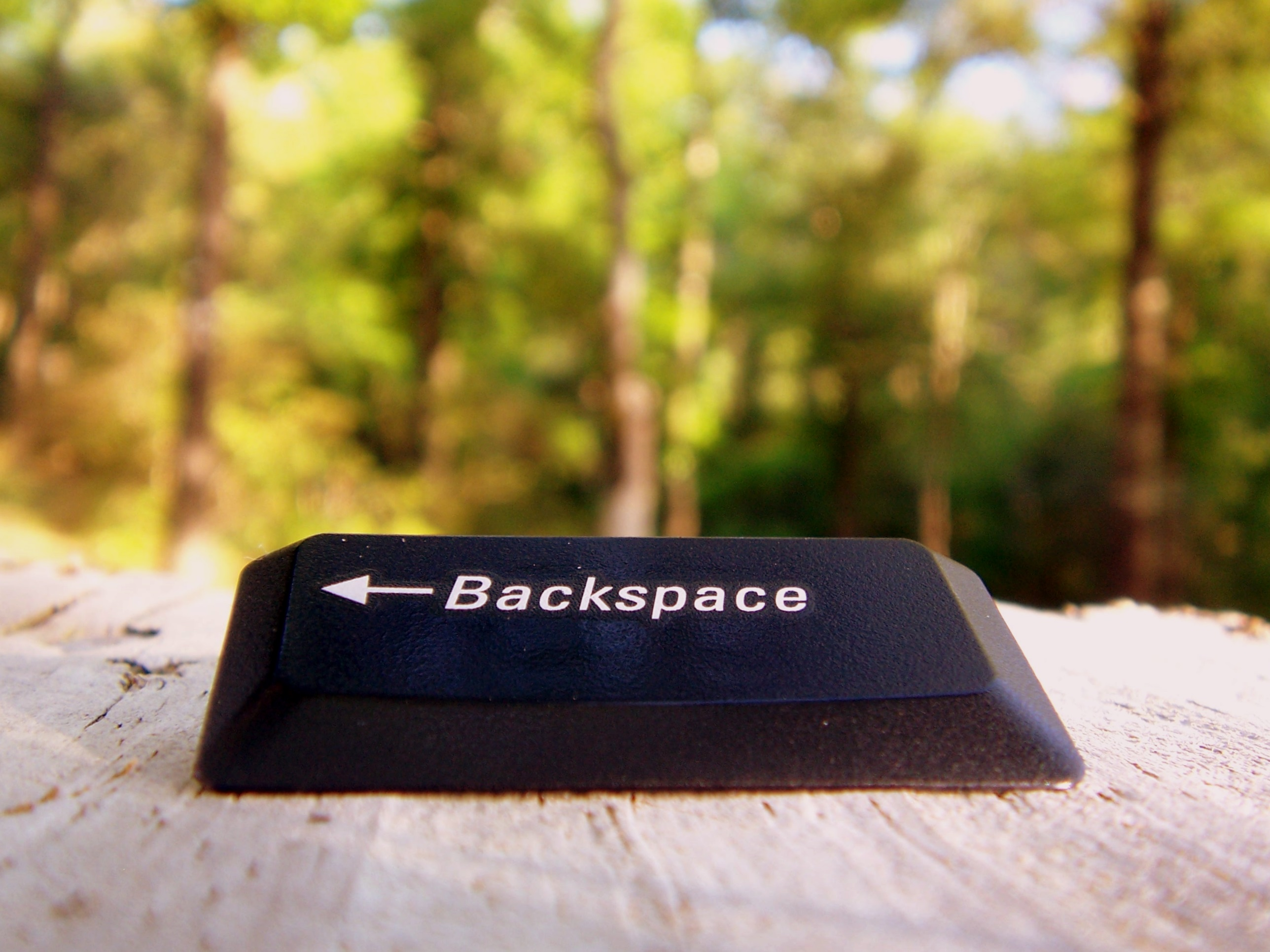
Une touche « retour arrière » isolée de son clavier.

Retour arrière, espace arrière ou rappel arrière, pour une machine à écrire, (backspace en anglais) est une touche présente sur tous les claviers de saisie : elle est située juste au-dessus de la touche entrée et est utilisée pour « revenir en arrière ». Sur un clavier d'ordinateur, cette touche a pour principal effet d'effacer le dernier caractère saisi, en cas d'erreur. Il s'agirait, selon Microsoft, de la troisième touche la plus utilisée sur un clavier.
Sur une machine à écrire ou un téléscripteur, il servait à composer certains caractères composites tels que « ≤ »en appuyant sur « < », « ⌫ » puis « _ », ce qui permettait l'économie de nombreux symboles sur les claviers.
Sur certains navigateurs web, cette touche est un raccourci clavier pour revenir à la page précédente.

## Symbole

Symbole ISO de clavier pour « Retour arrière ».

« Retour arrière » n'est pas toujours inscrit sur la touche, le nom pouvant être en anglais (« Backspace » ou « Delete »), ou remplacé par une simple flèche pointant vers la gauche ou par le symbole Unicode U+232B : ⌫ (erase to the left).
Il[pas clair] est noté BS dans la norme ASCII en mode EBDIC et ^H en notation avec accent circonflexe (dite « notation caret »), car le H est la 8e lettre de l'alphabet et le caractère « Retour arrière » est le 8e caractère du code ASCII.
Contrairement à la touche de suppression, retour arrière permet de supprimer les caractères situés à gauche du curseur.